# Eimear Nic Lughadha
Eimear Nic Lughadha (1965) es una botánica, curadora y profesora irlandesa.

## Biografía
En 1998, obtuvo el doctorado por la Universidad de Saint Andrews, Escocia.
Desarrolla actividades académicas e investigativas, como científica senior de Diversidad Vegetal, en el Real Jardín Botánico de Kew, con énfasis en el International Plant Names Index.

## Algunas publicaciones
- a. Paton, e. nic Lughadha. 2011. The irresistible target meets the unachievable objective: what have 8 years of GSPC implementation taught us about target setting and achievable objectives? Bot. J. of the Linnean Soc. 166: 250-260
- m.c. Rivers, n.a. Brummit, e. nic Lughadha, t.r. Meagher. 2011. Genetic variation in Delonix s.l. (Leguminosae) in Madagascar revealed by AFLPs: fragmentation, conservation status and taxonomy. Conservation Genetics 12: 1333-1344
- ----------, l. Taylor, n.a. Brummit, t.r. Meagher, d.l. Roberts, e. nic Lughadha. 2011. How many herbarium specimens are needed to detect threatened species? Biol. Conservation 144: 2541-2547
- eimear nic Lughadha. 29 de abril de 2004. "Towards a working list of all known plant species". Philos Trans R Soc Lond B Biol Sci. 359 (1444): 681–687. doi:10.1098/rstb.2003.1446. PMID 1693359
- j. Croft, n. Cross, s. Hinchcliffe, e. nic Lughadha, p.f. Stevens, j.g. West, g. Whitbread. 1999. Plant Names for the 21st Century: The International Plant Names Index, a Distributed Data Source of General Accessibility. En Taxon 48 (2): 317–324 (JSTOR)

### Libros
- marcelo freire Moro, eimear nic Lughadha, denis Filer, francisca soares de Araújo, fernando r. Martins. 2014. A Catalogue of the Vascular Plants of the Caatinga Phytogeographical Domain: A Synthesis of Floristic and Phytosociological Surveys. Ed. ilustr. de Magnolia Press, 118 pp. ISBN 1775573362, ISBN 9781775573364
- eve Lucas, t. Sena, teonildes Nunes, e. nic Lughadha. 2012. Lista preliminar da família myrtaceae na região Nordeste do Brasil

Repatriamento de dados do herbario de kew para a flora do nordeste do brasil/ Repatriation of Kew Herbarium Data for the Flora of Northeastern Brazil. Ed. ilustr. de Kew Publis. 38 pp. ISBN	 1842464280, ISBN 9781842464281